# Huracán Paulette
El huracán Paulette fue el primer ciclón tropical que tocó tierra en las Bermudas desde el Huracán Gonzalo en 2014. La decimosexta tormenta nombrada y el sexto huracán de la temporada de huracanes del Atlántico de 2020, Paulette se desarrolló a partir de una onda tropical el 7 de septiembre. Debido a condiciones relativamente favorables, Paulette se fortaleció gradualmente hasta convertirse en una fuerte tormenta tropical, aunque un aumento en la cizalladura del viento hizo que se debilitara. La cizalladura del viento continuó aumentando hacia el sur del sistema, pero a pesar de la cizalladura, Paulette inesperadamente se fortaleció nuevamente en una fuerte tormenta tropical el 11 de septiembre, con una convección profunda ubicada justo al norte del centro. Una inclusión de aire seco hizo que la estructura del ciclón se despeinara el 12 de septiembre, aunque Paulette se recuperó rápidamente y se fortaleció hasta convertirse en huracán a las 00:00 UTC del 13 de septiembre. Luego, Paulette desarrolló una pared ocular cerrada y un ojo despejado a medida que se fortalecía y avanzaba constantemente hacia las Bermudas. 
En la mañana del 14 de septiembre, Paulette tocó tierra en el noreste de las Bermudas como un huracán de categoría 2 mientras hacía un giro brusco hacia el norte. Luego se fortaleció aún más a medida que se alejaba de la isla, alcanzando su intensidad máxima a las 18:00 UTC del 14 de septiembre con vientos de 165 km/h (105 mph) y una presión de 965 mbar. En la noche del 15 de septiembre, comenzó a debilitarse y a experimentar una transición extratropical, que completó al mediodía del 16 de septiembre. Los restos extratropicales de Paulette persistieron y se desplazaron hacia el sur, luego hacia el este, y finalmente se regeneraron en una tormenta tropical en la tarde del 20 de septiembre al sur de las Azores. Sin embargo, esto resultó ser de corta duración, ya que la tormenta se debilitó rápidamente y se convirtió en un remanente bajo al mediodía del 22 de septiembre. Los restos persistieron durante otra semana antes de disiparse al sur de las Azores en la tarde del 28 de septiembre. 
Paulette trajo vientos sostenidos con fuerza de huracán y fuertes lluvias a las Bermudas, lo que provocó cortes de energía generalizados. La marejada ciclónica causó daños considerables a varias propiedades frente al mar. Grandes oleajes afectaron la costa este de Estados Unidos. Se estimó que los daños totales de Paulette rondaban los 50 millones de dólares.

## Historia Meteorológica

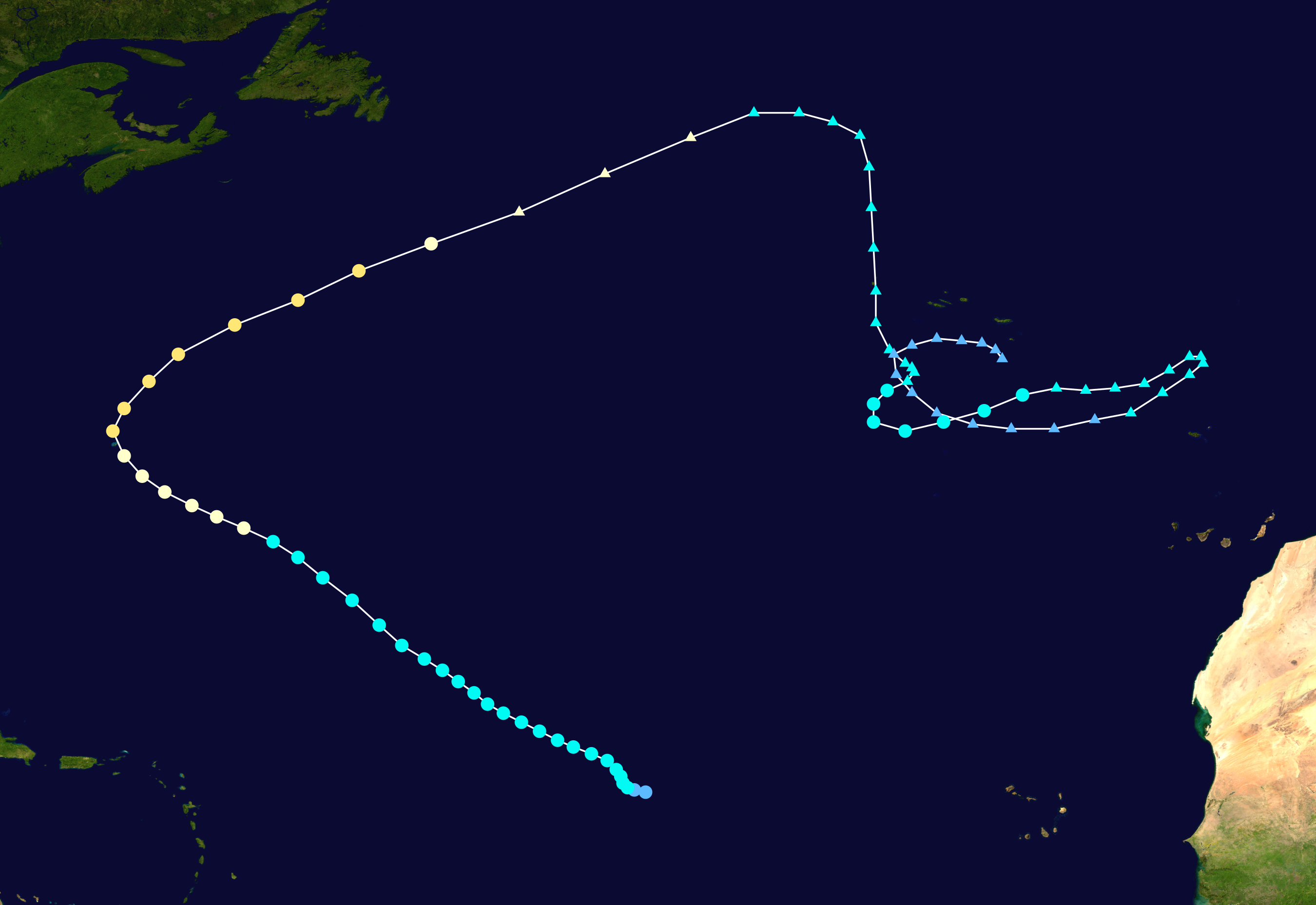
Mapa que traza la trayectoria y la intensidad de la tormenta, de acuerdo con la escala de huracanes de Saffir-Simpson

A las 12:00 UTC del 30 de agosto, el Centro Nacional de Huracanes (NHC) comenzó a rastrear una onda tropical ubicada sobre África para su posible desarrollo una vez que se trasladó al Atlántico tropical. A las 12:00 UTC del 2 de septiembre, la ola emergió sobre el agua, donde comenzó a organizarse lentamente. La ola se fusionó con dos perturbaciones en su suroeste entre el 3 y el 4 de septiembre y el 5 de septiembre, respectivamente, y formó una amplia zona de baja presión el 6 de septiembre, pero la actividad convectiva permaneció desorganizada. Temprano a la mañana siguiente, la actividad de la lluvia baja y las tormentas eléctricas se volvió más organizada y mejor definida, y el NHC comenzó a emitir avisos para la Depresión Tropical Diecisiete a las 00:00 UTC del 7 de septiembre. En el momento de la formación, la depresión se encontraba a unos 1865 km al oeste de las Islas de Cabo Verde y aproximadamente a 2290 km al este de las Islas de Sotavento del Norte.
Antes de convertirse en una depresión tropical, la tormenta había tenido problemas para organizarse debido a ráfagas convectivas de corta duración con poca consistencia. Continuó teniendo un centro alargado, pero a las 12:00 UTC del 7 de septiembre, los datos de ASCAT confirmaron que la depresión se había fortalecido y se había convertido en la Tormenta Tropical Paulette. Esta fue la primera tormenta atlántica con nombre número 16 jamás registrada, rompiendo el récord anterior establecido por el Huracán Philippe de 2005 en 10 días. Se movió generalmente hacia el oeste-noroeste sobre las cálidas aguas del Atlántico y se intensificó gradualmente a pesar de la presencia de cizalladura del viento del suroeste, lo que le dio una apariencia cortada en el satélite. Durante aproximadamente 2 días, a partir de las 12:00 UTC del 8 de septiembre, Paulette mantuvo vientos sostenidos de 95 km/h (60 mph) mientras que la presión solo la disminuyó en 1 mbar, de 997 a 996 mbar. Después de esto la cizalladura del viento comenzó a aumentar como resultado de una gran vaguada en el nivel superior al noroeste de la tormenta que una vez más detuvo la intensificación y debilitó la tormenta un poco a partir de las 12:00 UTC del 10 de septiembre
Las fluctuaciones en la intensidad se hicieron evidentes cuando Paulette se dirigió al noroeste y los vientos de la tormenta cayeron a 85 km/h (50 mph) más tarde ese día. Sin embargo, los vientos volvieron a subir rápidamente a 100 km/h (65 mph) a las 06:00 UTC del 11 de septiembre a pesar de que Paulette se encontraba en una región de al menos 45 nudos (50 mph) de cizalladura del viento, muy por encima de los valores adecuados requeridos para la intensificación de un ciclón tropical típico. Al salir de este entorno desfavorable, continuó intensificándose, acercándose a la fuerza de un huracán y mostrando una característica similar a un ojo en las imágenes de satélite visibles. Un avión de reconocimiento que voló hacia la tormenta descubrió que Paulette se había intensificado hasta convertirse en huracán a las 00:00 UTC del 13 de septiembre en su aproximación a las Bermudas. Aunque las intrusiones ocasionales de aire seco impidieron que Paulette se intensificara rápidamente, el huracán se fue organizando lentamente ese día cuando se formó un ojo irregular.
Esta intensificación continuó un poco el 14 de septiembre y Paulette tocó tierra cerca de Tucker's Town en las Bermudas a las 08:50 UTC de ese día como un huracán de categoría 2 de gama baja con vientos de 155 km/h (100 mph) y una presión de 970 mbar. Paulette continuó intensificándose después de impactar en las Bermudas, alcanzando su máxima intensidad a las 18:00 UTC de ese día con vientos de 165 km/h (105 mph) y una presión de 965 mbar al girar hacia el noreste. Paulette mantuvo su intensidad máxima por 21 horas aproximadamente antes de comenzar a debilitarse a las 18:00 UTC del 15 de septiembre cuando comenzó la transición extratropical y la pared del ojo fue erosionada por el aire seco. Completó la transición a extratropical a las 12:00 UTC del 16 de septiembre y el NHC emitió su aviso final.

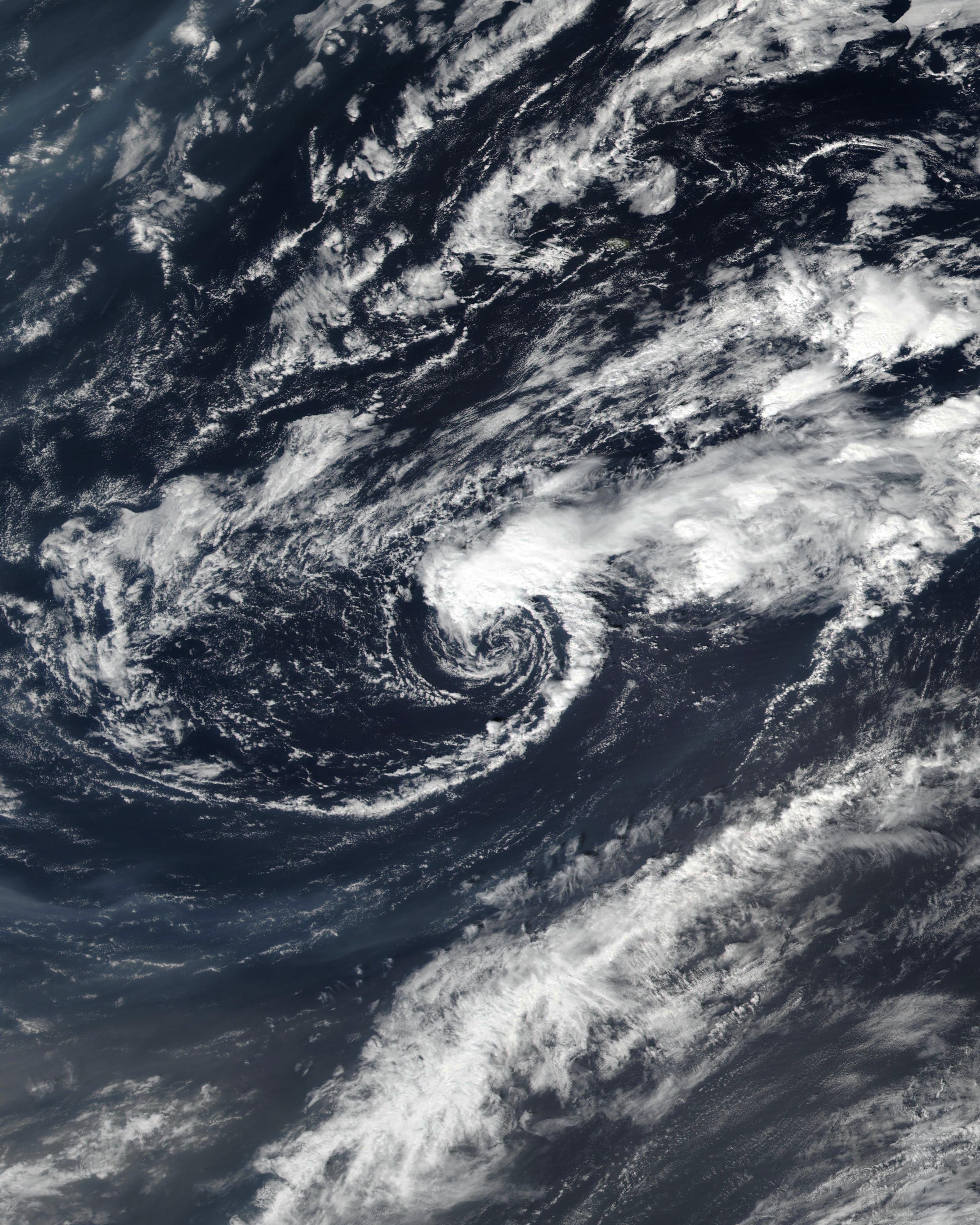
Paulette poco después de su regeneración el 21 de septiembre de 2020.

Posteriormente, el poderoso ciclón extratropical frenó un poco y giró hacia el sur en dirección a las Azores temprano el 18 de septiembre, donde el NHC comenzó a monitorearlo nuevamente para una posible regeneración. La actividad convectiva pronto comenzó a ocurrir al noreste de la circulación, aunque la circulación permaneció mal definida. Las tormentas eléctricas comenzaron a rodear el mínimo el 19 de septiembre, y el 20 de septiembre a las 18:00 UTC, Paulette se había vuelto a formar al sur-suroeste de las Azores. Paulette continuó hacia el sur y después al este después de su regeneración, obteniendo un tercer pico de intensidad de 95 km/h (60 mph) y una presión de 1002 mbar a las 06:00 UTC del 22 de septiembre. Sin embargo, en ese momento, sus tormentas eléctricas ya estaban comenzando a disminuir rápidamente. La tormenta ganó brevemente una característica similar a un ojo rodeada por convección poco profunda antes de volverse postropical una vez más a las 12:00 UTC del 22 de septiembre al sureste de las Azores. La baja remanente de Paulette continuó moviéndose hacia el este durante el resto de ese día y el 23 de septiembre y hacia el oeste a partir del 24 de septiembre antes de girar hacia el este nuevamente el 27 de septiembre. Paulette finalmente se disipó seis días después de volverse postropical, cerca de las 18:00 UTC del 28 de septiembre al sur de las Azores.

## Preparaciones e Impacto

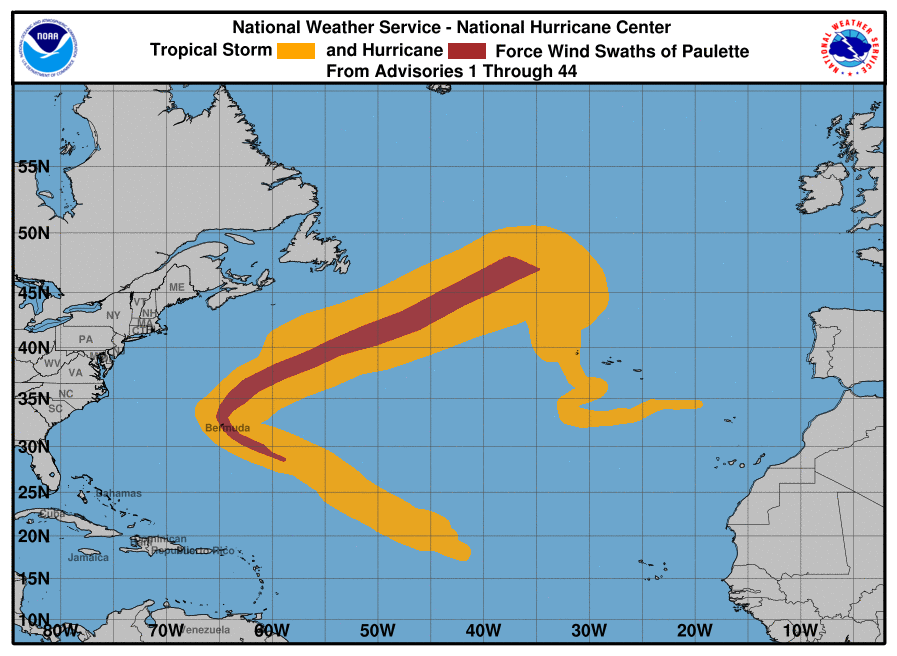
Mapa que muestra los vientos de tormenta tropical en color naranja y vientos de huracán en rojo.

El acercamiento de Paulette llevó al gobierno de Bermudas a emitir una alerta de tormenta tropical a las 03:00 UTC del 12 de septiembre. Esto se actualizó a una alerta de tormenta tropical y a una alerta de huracán a las 09:00 UTC antes de que se emitiera una alerta de huracán a las 15:00 UTC. Varias estaciones de observación en Bermuda comenzaron a informar ráfagas de viento con fuerza de tormenta tropical a partir de las 23:00 UTC del 13 de septiembre, con vientos sostenidos con fuerza de tormenta tropical poco después. Temprano el 14 de septiembre, se midió una ráfaga de viento de  117 mph (189 km/h) en el Centro de Operaciones Marinas (MAROPS), que se eleva a 290 pies sobre el nivel del mar. Esto se produjo poco más de una hora después de que un corte de energía en toda la isla afectó a todas las Bermudas, incluido el Servicio Meteorológico de Bermudas, y solo permaneció activo el servicio de telefonía celular. Esto provocó que más de 20.000 personas perdieran el servicio eléctrico. Para el 17 de septiembre, 250 clientes seguían sin electricidad en la isla. No se informaron víctimas ni daños materiales graves en las Bermudas, pero muchos árboles y algunos cables eléctricos fueron derribados en toda la isla. El daño total en Bermuda se estimó en 50 millones de dólares.

Paulette tocando tierra en Bermudas el 14 de septiembre de 2020.

En los Estados Unidos, oleajes de hasta 10 pies (3 metros) afectaron la costa este el 15 de septiembre y provocaron la emisión de varios avisos de olas altas alrededor de la costa. A pesar de estas advertencias de alto riesgo de corrientes de resaca por parte del Servicio Meteorológico Nacional, un hombre de 60 años se ahogó mientras nadaba en Lavallette, Nueva Jersey después de quedar atrapado en un oleaje fuerte producido por el huracán Paulette. Un niño de seis años murió debido a las corrientes de resaca en Folly Beach, Carolina del Sur.